# Bunga
Bunga é localidade situada no posto administrativo de Guro Sede, no distrito de Guro, na província de Manica, em Moçambique. É sede da Associação Agro-Pecuária Kumuca (AAPK). Segundo o delegado da EDM de Manica, Eduardo Pinto, em 2018 foram feitos avanços importantes à adequada eletrificação da localidade.